# Harry Waalkens
Harm Pieter Herman (Harry) Waalkens (Wedde (Gr.), 31 maart 1922 - Zwolle, 17 januari 1985) was een Nederlands politicus.
Waalkens, zoon van de burgemeester van de Groningse gemeenten Wedde en Vlagtwedde Hendrik Waalkens, was een landbouwdeskundige van de VVD uit de Noordoostpolder, waar hij een groot landbouwbedrijf runde. Hij was actief in diverse landbouworganisaties. Als woordvoerder van ontwikkelingssamenwerking was hij tevens de grote tegenspeler van Jan Pronk in de jaren 1973-1977. Hij liet zich met name kritisch uit over de Nederlandse ontwikkelingshulp aan Cuba en over de steun aan bevrijdingsbewegingen in Afrika. Waalkens was Ridder in de Orde van de Nederlandse Leeuw.
- Biografisch Portaal: 66955570
- Parlement.com: vg09llfoccyo